# Die, Die My Darling
| Оценки критиков | Оценки критиков |
| Источник        | Оценка          |
| --------------- | --------------- |
| Allmusic        | [ 1 ]           |

«Die, Die My Darling» — шестой сингл хоррор-панк группы the Misfits. Выпущенный в мае 1984 на лейбле Гленна Данцига Plan 9 Records, через семь месяцев после распада группы. Песня была названа по фильму Fanatic, выпущенного в США под названием Die! Die! My Darling! Обложка сингла взята с обложки сентябрьской книги комиксов Chamber of Chills 1953 года. Задняя обложка была создана художником Pushead.

## История
Сингл «Die, Die My Darling» был выпущен через 7 месяцев после распада группы в октябре 1983 года. «Die, Die My Darling» была записана в августе 1981 во время записи Walk Among Us, но не включена в альбом. Концертная версия песни «Mommy, Can I Go Out and Kill Tonight?» появилась в альбоме Walk Among Us, выпущенным в 1982 году. Песня «We Bite» и студийная версия песни «Mommy, Can I Go Out and Kill Tonight?» были записаны в разных записях в Октябре 1982 года. «Die, Die My Darling» была перезаписана и добавлена вместе с "We Bite" в международную версию альбома 1983 под названием Earth A.D./Wolfs Blood. Все три трека были добавлены в последующих переизданиях альбома Earth A.D./Wolfs Blood.

## Список композиций
Слова и музыка всех песен — Гленн Данциг.
| №  | Название              | Длительность |
| -- | --------------------- | ------------ |
| 1. | «Die, Die My Darling» | 3:11         |

| №                   | Название                                | Длительность |
| ------------------- | --------------------------------------- | ------------ |
| 1.                  | «We Bite»                               | 1:15         |
| 2.                  | «Mommy, Can I Go Out and Kill Tonight?» | 2:03         |
| Общая длительность: | Общая длительность:                     | 6:29         |

## Участники

### Группа
- Гленн Данциг — вокал
- Doyle — гитара
- Джерри Онли — бас-гитара
- Arthur Googy — барабаны (песня «Die, Die My Darling»)
- Robo — барабаны (песни «Mommy, Can I Go Out and Kill Tonight?» и «We Bite»)

### Студийные работники
- Spot — музыкальный продюсер

## Каверы
Кавер-версия песни «Die, Die My Darling» была записана американской трэш-метал группой Metallica для их альбома кавер-версий, выпущенного в 1998 году. Кавер был выпущен как отдельный сингл в Австралии, Германии, Японии, Мексике, и занял 26 строчку в американском чарте Mainstream Rock Tracks.

### Список композиций
| №                   | Название              | Автор(ы)                             | Длительность |
| ------------------- | --------------------- | ------------------------------------ | ------------ |
| 1.                  | «Die, Die My Darling» | Гленн Данциг                         | 2:29         |
| 2.                  | «Sabbra Cadabra»      | Тони Айомми, Гизер Батлер, Билл Уорд | 7:05         |
| 3.                  | «Mercyful Fate»       | Кинг Даймонд, Ханк Шерманн           | 11:11        |
| 4.                  | «Whiskey in the Jar»  | фолк-музыка / Thin Lizzy             | 5:05         |
| 5.                  | «Turn the Page»       | Боб Сигер                            | 6:06         |
| Общая длительность: | Общая длительность:   | Общая длительность:                  | 31:10        |

| №                   | Название              | Автор(ы)                             | Длительность |
| ------------------- | --------------------- | ------------------------------------ | ------------ |
| 1.                  | «Die, Die My Darling» | Гленн Данциг                         | 2:29         |
| 2.                  | «Sabbra Cadabra»      | Тони Айомми, Гизер Батлер, Билл Уорд | 7:05         |
| 3.                  | «Mercyful Fate»       | Кинг Даймонд, Ханк Шерманн           | 11:11        |
| Общая длительность: | Общая длительность:   | Общая длительность:                  | 20:00        |

| №                   | Название              | Автор(ы)            | Длительность |
| ------------------- | --------------------- | ------------------- | ------------ |
| 1.                  | «Die, Die My Darling» | Гленн Данциг        | 2:29         |
| Общая длительность: | Общая длительность:   | Общая длительность: | 2:29         |